# Jacob Schorer

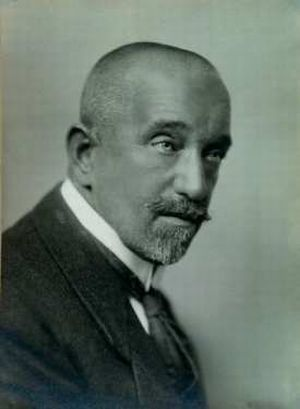
Jacob Anton Schorer

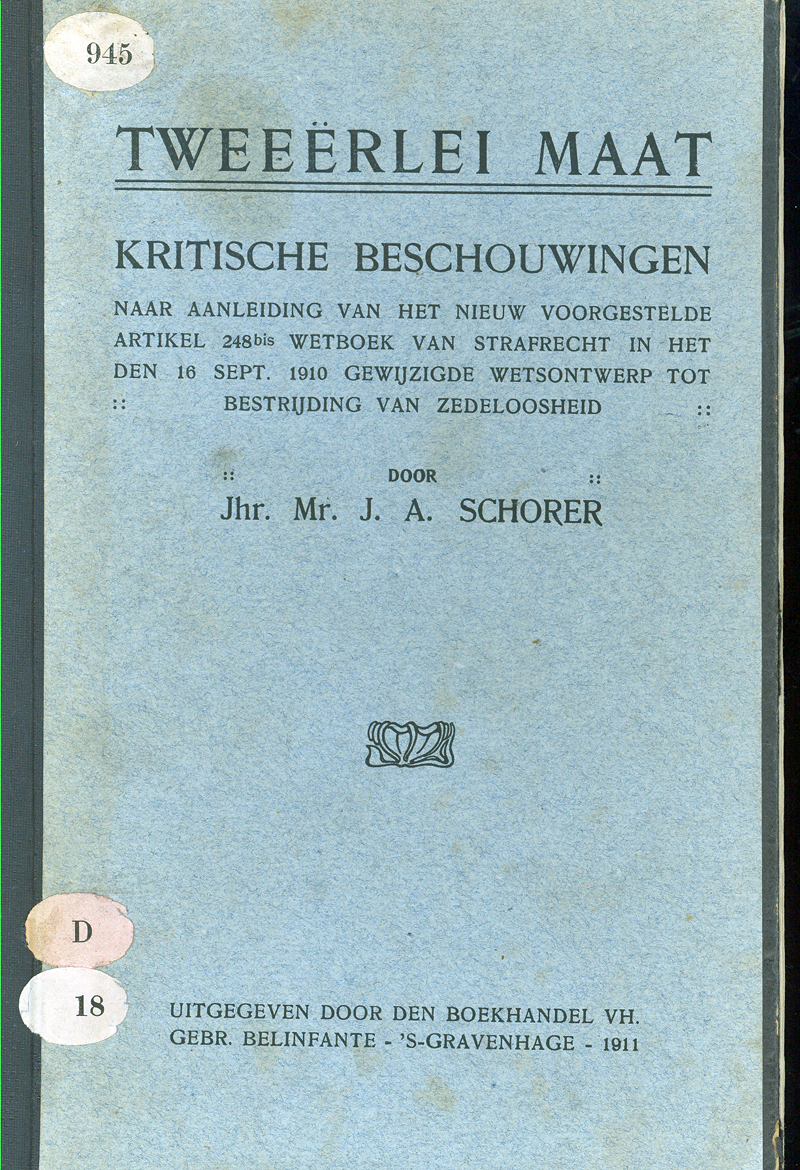
J.A. Schorer: Tweeërlei maat, 's Gravenhage, 1911. Kritische beschouwingen over artikel 248bis Wetboek van Strafrecht.

Jhr. Jacob Anton Schorer (Heinkenszand (Zuid-Beveland), 1 maart 1866 - Harderwijk, 18 augustus 1957) was een Nederlands advocaat. Hij werd vooral bekend als oprichter van de eerste Nederlandse organisatie voor homo-emancipatie, het Nederlandsch Wetenschappelijk Humanitair Komitee (NWHK), waarmee hij van 1912 - 1940 streed tegen discriminatie van homoseksuelen, die met name tot uiting kwam in artikel 248-bis van het Wetboek van Strafrecht.

## Juridische carrière
Schorer, lid van de familie Schorer, werd geboren uit een vooraanstaand Zeeuws geslacht. Zijn vader, Eduard Pieter Schorer (1837-1909) was jurist, laatstelijk vicepresident van de arrondissementsrechtbank in Middelburg. E.P. Schorer werd in 1893 geadeld; van toen af droeg Jacob het predicaat jonkheer. Schorer werd vernoemd naar zijn grootmoeder van vaderskant, Jacoba Susanna Rethaan Macaré (1799-1865), lid van het in 1844 geadelde geslacht Rethaan Macaré.
Hij studeerde in Leiden rechten en promoveerde op 13 februari 1897 op de rechtshistorische dissertatie over De geschiedenis der Calamiteuse Polders in Zeeland tot het reglement van 20 januari 1791. In hetzelfde jaar werd hij klerk op de griffie van de arrondissementsrechtbank in Middelburg, waar hij in juni 1899 tot plaatsvervangend kantonrechter benoemd werd. Daarnaast was hij werkzaam als advocaat en procureur. Net als zijn vader, die diverse openbare functies bekleedde, zette ook Jacob Schorer zich voor maatschappelijke doelen in. Zo was hij in 1898 medeoprichter van de Zeeuwse afdeling van de Nederlandse Vereniging tot Bescherming van Dieren.
In het voorjaar van 1903 kwam er een abrupt einde aan Schorers juridische carrière. Hij werd beschuldigd van seksuele contacten met een jongen onder de zestien jaar, maar hoewel een strafrechtelijk onderzoek geen strafbare feiten opleverde, kwam hij hierdoor wel bekend te staan als een man "van zeer onzedelijke neigingen". Schorer vluchtte eerst naar het Gelderse Vorden, vroeg en kreeg eervol ontslag en vertrok vervolgens naar Berlijn.

## Berlijn en Den Haag

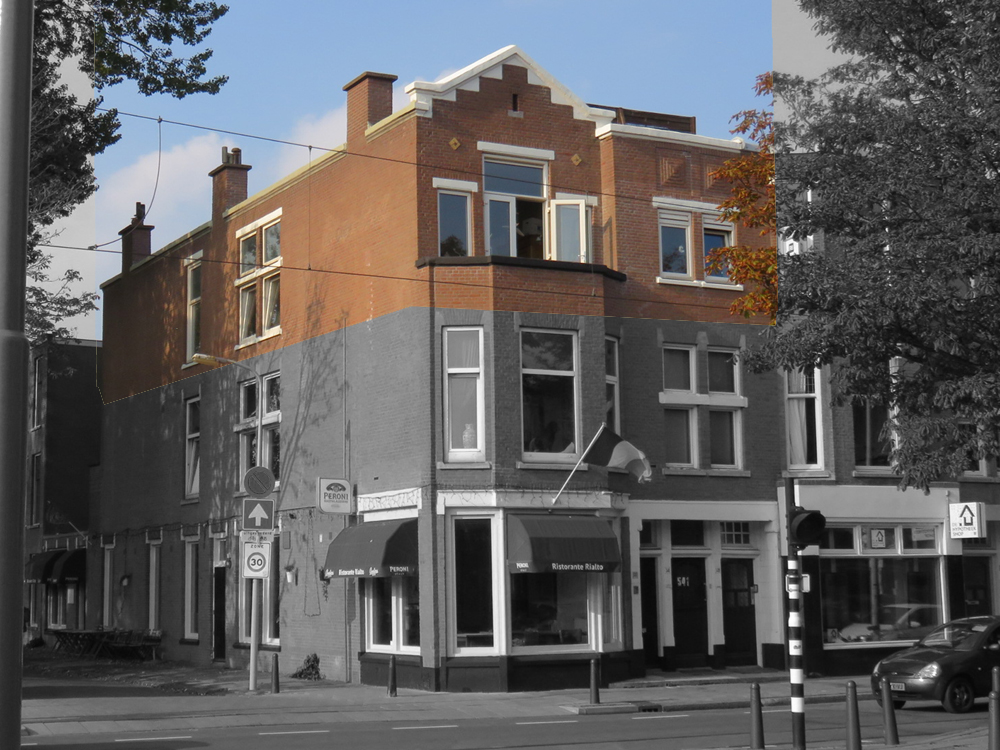
Woning en kantoor van Jhr. Jacob Schorer aan de Laan van Meerdervoort 539 in Den Haag

Daar werkte hij onder meer als vertegenwoordiger van de verzekeringsmaatschappij Teutonia. Hij studeerde er bij de seksuoloog Magnus Hirschfeld en werd een van diens medewerkers in het Wissenschaftlich-humanitäre Komitee (WhK), dat in 1897 was opgericht en zich inzette voor gelijke rechten voor homoseksuelen. Schorer hielp Hirschfeld bij diens onderzoek naar het voorkomen van homoseksualiteit onder diverse bevolkingsgroepen en hij maakte zich diens theorie van de Sexuelle Zwischenstufe of het derde geslacht eigen, die uitging van het aangeboren karakter van seksuele voorkeuren.
Nadat in 1909 zijn vader was overleden, keerde Schorer in 1910 terug naar Nederland. Hij vestigde zich samen met zijn moeder in Den Haag, waar hij aanvankelijk afhankelijk was van een jaarlijkse toelage. Na het overlijden van zijn moeder in 1916 verhuisde hij naar een etage aan de Laan van Meerdervoort 491 (nu 539), die ook als hoofdkwartier voor het NWHK diende. Hij kon toen leven van inkomsten uit beleggingen, maar voor zijn emancipatiewerk was er bijna voortdurend een tekort aan inkomsten.
In 1923 ontmoette Schorer zijn grote liefde, de destijds zestienjarige Duitse scholier Helmut Imhoff, die als "pleegzoon" bij hem in huis kwam wonen. Een dergelijke vader-zoonverhouding was indertijd niet ongebruikelijk onder vooraanstaande homoseksuelen. Imhoff verliet Schorer in 1933, trouwde met een vrouw en kreeg een zoon. Schorer bleef echter gewoon met hem bevriend. Imhoff werd lid van de Duitse nazi-partij en sneuvelde uiteindelijk als Duits soldaat aan het Oostfront.

## Art. 248-bis en het NWHK
Ondertussen was in Nederland in 1911 ten tijde van het Kabinet-Heemskerk door de minister van Justitie, Edmond Regout, het voor homo's discriminerende artikel 248-bis Wetboek van Strafrecht ingesteld. Jacob Schorer legde zich met veel energie toe op de bestrijding van het wetsartikel. Al in 1912 richtte hij een Nederlandse afdeling van het WhK op, dat vanaf 1919 de naam Nederlandsch Wetenschappelijk Humanitair Komitee (NWHK) droeg. Schorer verkreeg de steun en medewerking van slechts een handjevol medestanders, waaronder Arnold Aletrino, Lucien von Römer en M.J.J. Exler. Voor de rest van zijn lange leven zou hij strijden tegen het onrecht in de Nederlandse strafwetgeving, tegen de chantage die gevolg was van het wetsartikel en die ontelbare slachtoffers maakte en tegen het algemeen heersende onbegrip en vooroordeel tegen homoseksualiteit.
Hij alleen voerde de correspondentie en schreef de jaarverslagen, die in tienduizenden exemplaren gratis werden verspreid. Ook bouwde hij een omvangrijke bibliotheek op, die hij ter beschikking stelde voor onderzoekers en andere mensen die informatie zochten. Schorer was een netwerker avant la lettre, die steeds probeerde homoseksuelen met elkaar in contact te brengen en in gesprek te komen met hooggeplaatste personen om te proberen ze ervan te overtuigen dat homoseksualiteit geen ziekte of misdaad is. Zijn predicaat 'jonkheer' heeft daarbij stellig deuren voor hem geopend die voor anderen gesloten bleven. Zo wist hij de 'coming man' van de CHU, jhr. D.J. de Geer ertoe te bewegen tegen het wetsartikel 248-bis te stemmen en kon hij persoonlijk belet vragen bij de secretaris-generaal van Justitie (een Leidse studiegenoot) om de vervolging van homoseksuelen tijdens het Haagse zedenschandaal van 1920 te stoppen.

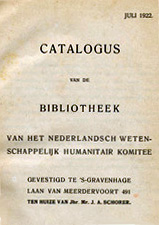
Catalogus van de bibliotheek van het NWHK uit juli 1922

Toen op 10 mei 1940 de Duitse inval plaatsvond, heeft hij meteen het NWHK opgeheven en samen met zijn vrienden Han Stijkel en Henri François de ledenadministratie en het gehele archief ervan vernietigd. Niet ten onrechte, want al op 15 mei 1940 deden de Duitsers een inval in zijn appartement aan de Laan van Meerdervoort 539. Schorers omvangrijke bibliotheek, bestaande uit 1885 werken, waaronder 40 tijdschrifttitels, werd in beslag genomen. Er is nooit meer een spoor van teruggevonden. Protesten bij de Duitse autoriteiten bleven onbeantwoord en ook na de bevrijding wees de Nederlandse overheid Schorers oorlogsschadeclaim voor het verlies van de bibliotheek af. Alleen de bibliotheekcatalogus is behouden gebleven; IHLIA LGBT heritage heeft aan de hand daarvan een deel van de collectie, namelijk 1440 van de 1890 werken, kunnen herstellen. In de lange vooroorlogse periode heeft Schorer met open vizier en zonder pseudoniem de weg geëffend waarop in 1946 de Nederlandse homo-emancipatie verder kon gaan.

## Naoorlogse jaren
Nadat de Duitsers in 1943 het deel van Den Haag waar Schorer woonde hadden laten ontruimen, was hij samen met zijn zuster naar Harderwijk verhuisd. Van daaruit richtte hij zich in 1946, middels de brochure Gelijkheid van recht, ook hier!, nog eenmaal tot een groter publiek, maar dit kreeg buiten de eigen kring nauwelijks aandacht. Het werk van het NWHK werd in 1946 overgenomen door de Shakespeare Club, die sinds 1948 bekendstond als het Cultuur en Ontspannings Centrum (COC). Deze vereniging eerde Schorer al in 1947 met het erelidmaatschap, maar desondanks was hij er niet heel enthousiast over, met name omdat de nieuwe organisatie het politieke en culturele werk mengde met vermaak voor leden.
In Harderwijk woonde Schorer op kamers, maar kwam daarbij meermalen in conflict met de hospita, waardoor hij noodgedwongen moest verhuizen. Zijn laatste hospita heeft hem aan het eind van zijn leven verzorgd. In zijn laatste jaren vereenzaamde hij, onder andere doordat hij doof werd. Ook was Schorer op latere leeftijd een aanhanger geworden van de Christian Science, waardoor hij geen hulp zocht voor een gezwel in zijn nek. Dit riep nogal wat afkeer in zijn omgeving op en droeg daardoor bij aan zijn isolement. Toch had Schorer ook tot op het einde van zijn leven contacten met jongens in Harderwijk. Enkelen van hen heeft hij via een legaat in de gelegenheid gesteld te gaan studeren. Jhr. dr. Jacob Schorer overleed op 18 augustus 1957 op 91-jarige leeftijd.

## Eerbetoon en biografie
Naar aanleiding van zijn tiende sterfdag werd op 7 september 1967 de naar hem genoemde Schorerstichting opgericht, een consultatiebureau voor psychische en lichamelijke gezondheid van homoseksuelen. Onder de naam 'Schorer Boeken' had de Schorerstichting ook een uitgeverij, die een reeks boeken op het gebied van homoseksualiteit uitbracht, met als laatste de hieronder genoemde biografie over Jacob Schorer.
In Dordrecht werd een straat naar hem genoemd: een fietspad in de wijk Stadspolder kreeg op 29 december 1984 de naam Jacob Schorerpad. Het was een initiatief van een van de leden van de plaatselijke COC-afdeling, Hans van Amstel. Inmiddels zijn meer straten naar Jacob Schorer vernoemd, onder meer in Groningen en Den Haag.
In maart 2007 verscheen bij Schorer Boeken een omvangrijke biografie van Jacob Schorer, geschreven door Theo van der Meer. Het eerste exemplaar werd aangeboden aan de voorzitter van de Tweede Kamer, Gerdi Verbeet, precies tachtig jaar nadat haar voorganger als voorzitter van de Tweede Kamer, de liberaal Dirk Fock, een schenking van enkele tientallen werken over homoseksualiteit had teruggestuurd naar de schenker, Jacob Schorer zelf, als voorzitter van de Nederlandse afdeling van het Wissenschaftlich-humanitäre Komitee (WhK).